# Ptiloglossa fulvopilosa
Ptiloglossa fulvopilosa là một loài Hymenoptera trong họ Colletidae. Loài này được Cameron mô tả khoa học năm 1903.